# Bettadasipalya, Magadi
Bettadasipalya là một làng thuộc tehsil Magadi, huyện Ramanagara, bang Karnataka, Ấn Độ.